# استانیسلاو لیوبشین
استانیسلاو لیوبشین (روسی: Станисла́в Андре́евич Любшин؛ زادهٔ ۶ آوریل ۱۹۳۳) هنرپیشه و کارگردان اهل کشور اتحاد جماهیر شوروی سوسیالیستی (روسیهٔ کنونی) است. وی از سال ۱۹۵۸ میلادی تاکنون مشغول فعالیت بوده‌است.

## جوایز
وی در سال ۱۹۸۱ برندهٔ جایزه هنرمند مردمی اتحاد جماهیر شوروی شد.